# Egon Mihajlović
Egon Mihajlović (* 1972 in Postojna, Jugoslawien) ist ein slowenischer Cembalist.

## Leben
Er studierte ab 1988 Historische Tasteninstrumente an der Hochschule für Musik und Darstellende Kunst Frankfurt am Main, wo er 1996 das Konzertexamen ablegte. Er war Dozent an mehreren Musikhochschulen, unter anderem 1998 bis 2000 an der Hochschule für Musik Würzburg. Seit 2009 ist er habilitierter Dozent und Leiter der Abteilung für Alte Musik an der Musikakademie Ljubljana.
Egon Mihajlović konzertiert regelmäßig als Cembalist und Organist, daneben war er auch als Dirigent tätig, unter anderem für das Zürcher Kammerorchester.

## Diskographie (Auswahl)
- Egon Mihajlović (Cembalo), Jeremias Schwarzer (Blockflöte), Deutsche Musik des 18. Jahrhunderts (Werke von Johann Sebastian Bach, Carl Philipp Emanuel Bach und Georg Friedrich Händel), 1998
- Egon Mihajlović (Cembalo), Jeremias Schwarzer (Blockflöte), Il Ritratto Dell'Amore (Werke von Jacques-Martin Hotteterre, François Couperin, Albert Roussel u. a.), 1999
- Egon Mihajlović (Cembalo), Jeremias Schwarzer (Blockflöte), Vivi felice : Musik des 15. – 18. Jahrhunderts aus Italien, Spanien und Dalmatien (Werke von Bernardo Pasquini, Francisco Correa de Arauxo, Alessandro Scarlatti, Diego Ortiz, Domenico Scarlatti, Francesco Rognoni, Arcangelo Corelli u. a.), 2003